# Санто-Стефано-ди-Кадоре
Санто-Стефано-ди-Кадоре (итал. Santo Stefano di Cadore) — коммуна в Италии, располагается в провинции Беллуно области Венеция.
Население составляет 2901 человек, плотность населения составляет 29 чел./км². Занимает площадь 100 км². Почтовый индекс — 32045. Телефонный код — 0435.
Покровителями коммуны почитаются святой Иоанн Креститель, празднование 24 июня, и святой первомученик Стефан, празднование 26 декабря.

## Города-побратимы
- Монтеспертоли, Италия